# أروى (مجلة)
مجلة أروى هي مجلة أردنية شهرية، تصدر عن الاتحاد الثقافي في فرنسا من خلال ترخيص خاص، يتكون فريق التحرير من: علي إسماعيل رمان، محمد جمال عمرو، محمد بسام ملص. صدر العدد الأول من المجلة في أبريل عام 1984م، قدم فيها رئيس التحرير رضوان دعبول للعدد الأول أن مجلة أروى هي بديل لمجلة إشراق. صدر العدد الأخير من المجلة عام 1986م.
لا تعتمد المجلة كثيراً من المعلومات، وتزداد صفحات الكرتون عن نصف الصفحات، وليس هناك مسابقات مالية، المجلة ملونة بالكامل ولم تعتمد على الإعلانات في الأعداد.